# Adalbert zu Erbach-Fürstenau (Politiker, 1861)
Graf Adalbert Adolf zu Erbach-Fürstenau (* 2. Februar 1861 auf Schloss Fürstenau (Michelstadt); † 28. September 1944 auf Jagdschloss Krähberg) war ein hessischer Politiker und nahm als Standesherr einen erblichen Sitz in den Landständen des Großherzogtums Hessen ein.

## Familie
Erbach-Fürstenau war der Sohn von Alfred Graf zu Erbach-Fürstenau (1813–1874) und dessen Ehefrau Luise Prinzessin zu Hohenlohe-Neuenstein-Ingelfingen (1835–1913). Sein Bruder Elias zu Erbach-Fürstenau (1866–1950) wurde genauso Abgeordneter wie seine beiden Onkel Edgar zu Erbach-Fürstenau (1818–1879) und Hugo zu Erbach-Fürstenau (1832–1894).
Adalbert zu Erbach-Fürstenau, der evangelischer Konfession war, heiratete am 19. April 1900 auf Schloss Varlar bei Coesfeld Elisabeth Adelheit Mathilde Emma Karoline Prinzessin zu Salm-Horstmar (1870–1953), die Tochter des Otto I. Friedrich Karl Fürst zu Salm-Horstmar (1833–1892) und der Emilie Gräfin zur Lippe-Biesterfeld (1841–1892). Der gemeinsame Sohn war Alfred zu Erbach-Fürstenau.

## Leben
1874 folgte er seinem verstorbenen Vater in der Standesherrschaft nach. Damit verbunden war ein erblicher Sitz in der Ersten Kammer der Landstände des Großherzogtums Hessen. Da er minderjährig war, konnte er seine Aufgaben als Standesherr zunächst einmal nicht selbst wahrnehmen. 1874 bis 1879 vertrat ihn daher sein Onkel, Edgar Graf zu Erbach-Fürstenau und 1882 bis 1887 sein Onkel Hugo Graf zu Erbach-Fürstenau auf den Landtagen. Von 1887 bis 1918 nahm er als Standesherr das Mandat als Mitglied der Ersten Kammer des Landtags des Großherzogtums Hessen persönlich wahr (abgesehen vom 28. Landtag 1893, an dem er sich durch seinen Bruder, Elias Graf zu Erbach-Fürstenau, vertreten ließ). Von 1900 bis 1908 war er Zweiter Präsident der Ersten Kammer der Landstände des Großherzogtums Hessen. Auch gehörte er dem ersten Denkmalrat an, der aufgrund des 1902 im Großherzogtum Hessen erlassenen neuen Denkmalschutzgesetzes, des ersten modernen Denkmalschutzgesetzes in Deutschland, zusammentrat.